# Séisme de 2014 au Chili
Le séisme de 2014 au Chili désigne un séisme survenu le 1er avril 2014 à 20 h 46 heure locale (UTC−04:00), dans le Nord du Chili. Lors de son passage, il affecte les régions d'Arica et Parinacota, de Tarapacá et d'Antofagasta, — au Chili — et la région de Tacna — au Pérou — à une magnitude de 8,2,.
Selon le Centro Sismológico Nacional (centre sismologique chilien), l'épicentre se trouve à 89 kilomètres des côtes de Cuya et à 83 kilomètres au nord-est d'Iquique. D'une durée de deux minutes, il s'agit du séisme le plus puissant jamais enregistré et du premier séisme ayant touché le Chili depuis le séisme de 2010, selon le United States Geological Survey. Une alerte au tsunami est émise après la fin du séisme. Les régions d'Alto, Hospicio sont affectées par le séisme et le tsunami. La facture de réparation sera probablement inférieure à 100 millions de dollars USD.

## Contexte
Le séisme du 1er avril 2014 fait suite à deux autres secousses de magnitude 7 survenues deux semaines auparavant dans la même région.

## Intensités
| Chili                | Chili                    | Chili     |
| Lieu                 | Région                   | Intensité |
| -------------------- | ------------------------ | --------- |
| Arica                | XV d'Arica et Parinacota | VIII      |
| Codpa                | XV d'Arica et Parinacota | VIII      |
| Alto Hospicio        | I de Tarapacá            | VII       |
| Iquique              | I de Tarapacá            | VII       |
| Tocopilla            | II de Antofagasta        | VI        |
| San Pedro de Atacama | II de Antofagasta        | VI        |
| Calama               | II de Antofagasta        | VI        |
| Quillagua            | II de Antofagasta        | VI        |
| María Elena          | II de Antofagasta        | V         |
| Mejillones           | II de Antofagasta        | V         |
| Ollagüe              | II de Antofagasta        | V         |
| Sierra Gorda         | II de Antofagasta        | IV        |
| Antofagasta          | II de Antofagasta        | IV        |
| Pérou                |                          |           |
| Lieu                 | Département              | Intensité |
| Tacna                | Tacna                    | VI        |
| Calana               | Tacna                    | VI        |
| Las Yaras            | Tacna                    | VI        |
| Pocollay             | Tacna                    | VI        |
| Sama Grande          | Tacna                    | VI        |
| Moquegua             | Moquegua                 | V         |
| Ilo                  | Moquegua                 | V         |
| Arequipa             | Arequipa                 | IV        |
| Mollendo             | Arequipa                 | IV        |
| Bolivie              |                          |           |
| Lieu                 | Département              | Intensité |
| La Paz               | La Paz                   | V         |
| Cochabamba           | Cochabamba               | IV        |
| Oruro                | Oruro                    | IV        |

## Tsunami

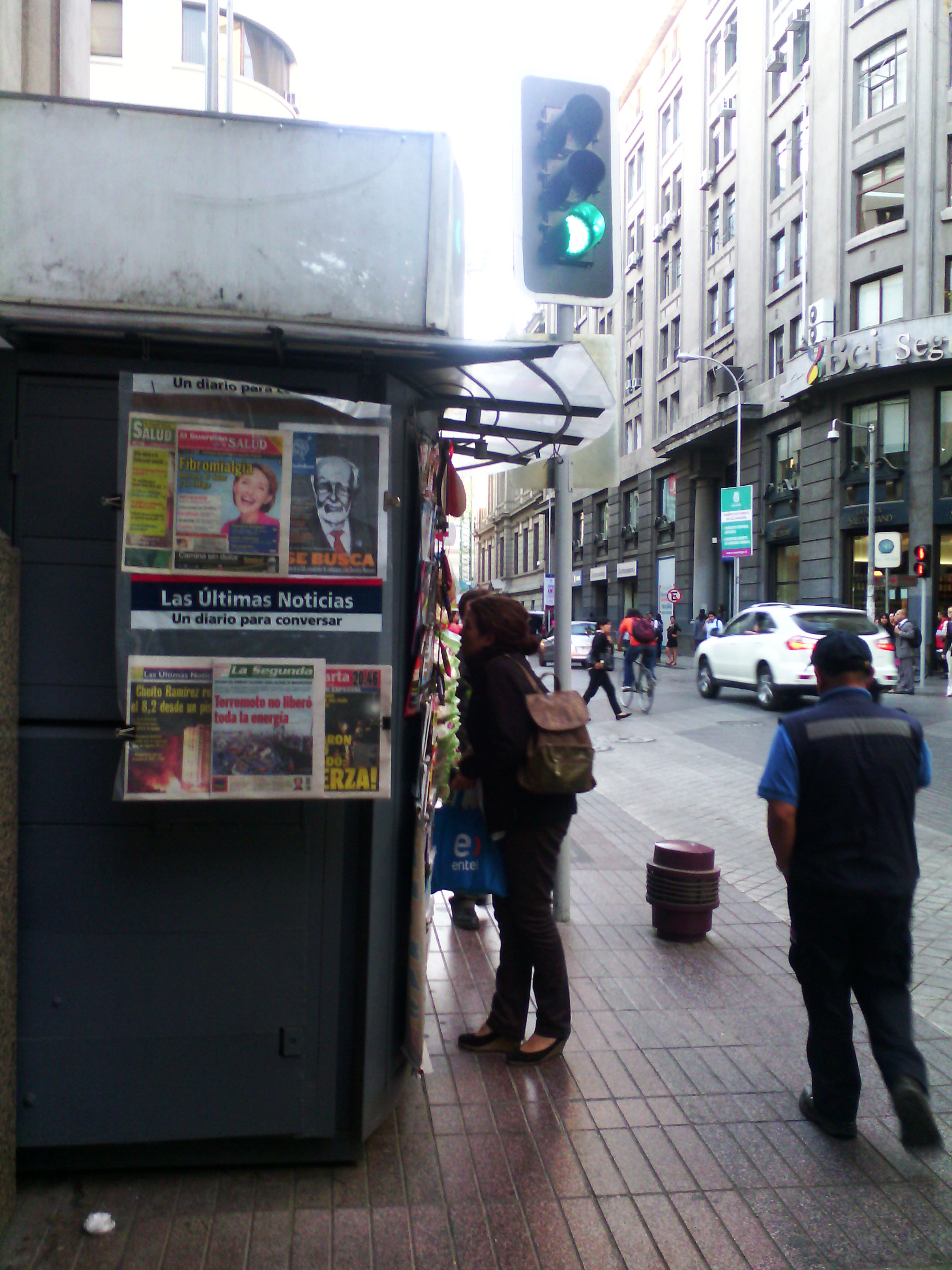
Un kiosque à Santiago de Chili, rapportant les événements du Chili.

En raison de l'intensité et de l'emplacement du séisme, le Servicio Hidrográfico y Oceanográfico de la Armada de Chile (en) (SHOA) émet une alerte au tsunami, et l'Oficina Nacional de Emergencia del Ministerio del Interior (ONEMI) ordonne l'évacuation des zones côtières du pays. La hauteur du tsunami atteint 2,11 mètres, et l'alerte s'étend désormais sur une grande partie des côtes d'Amérique centrale, dont le Pérou, l'Équateur, la Colombie, le Panama, le Costa Rica, le Nicaragua, le Honduras, El Salvador, le Guatemala, le Mexique et les États-Unis. Hawaï est également en alerte. Des alertes sont également émises au Japon et en Nouvelle-Zélande où le niveau de la mer aurait augmenté de 20 centimètres.
La Marine chilienne déclare que la première vague du tsunami a frappé la ville de Pisagua 45 minutes après le séisme. Le Sistema Nacional de Alarma de tsunami de Chile recense des vagues d'1,62 mètre ayant frappé Iquique à 21 h 5 (heure locale) et d'1,80 à Pisagua. Des vagues d'une hauteur semblable ont également frappé Arica. Le niveau d'alerte est levé dans tous les pays à l'exception du Chili et du Pérou. À la veille du 2 avril, le SHOA décide de lever l'alerte au tsunami pour Puerto Chacabuco dans la Province d'Aisén, pour Antofagasta et pour Valparaíso, puis au niveau national, à l'exception d'Arica, de Pisagua, d'Iquique, de Patache, de Tocopilla et de Mejillones,.
Le 2 avril 2014, la National Oceanic and Atmospheric Administration (NOAA) lève les alertes pour le Chili, le Pérou et les autres pays de l'océan Pacifique. Cependant, elle maintient l'alerte pour Hawaï. La Marine péruvienne lève également l'alerte pour le pays.

## Conséquences

### Chili

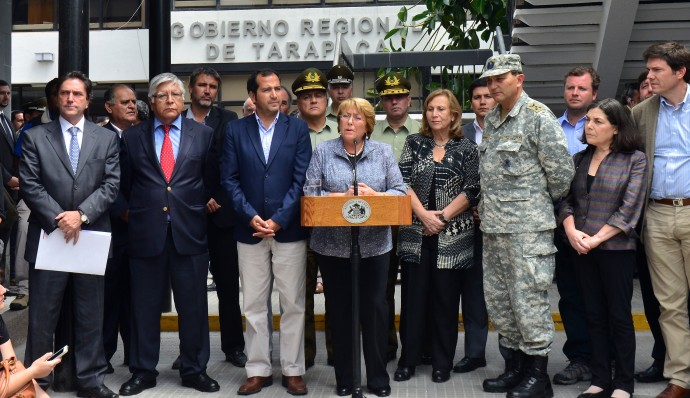
La présidente Michelle Bachelet en visite à Iquique le 2 avril 2014.

Le gouvernement ordonne l'évacuation des zones côtières vulnérables au tsunami. Le porte-parole des services d'urgences chiliennes affirme qu'un« séisme d'une telle ampleur peut générer des vagues qui touchent en quelques minutes les côtes situées à proximité, et en quelques heures les côtes les plus éloignées. » Les aéroports d'Antofagasta, d'Arica et d'Iquique ferment. Dans certaines communes, les écoles ferment le lendemain du 2 avril. Les réseaux sociaux rapportent par ailleurs des enfants disparus lors de l'évacuation. Le maire d'Alto Hospicio, Ramón Galleguillos, rapporte la mort de deux personnes lors du séisme qui a frappé la ville, et quatre décès de plus à Iquique. La route principale entre Alto Hospicio et Iquique est endommagée et impraticable. De son côté, la présidente Michelle Bachelet suspend tous ses rendez-vous et déclare l'« état d'urgence ». L'ONEMI rapporte de nombreuses routes endommagées à proximité d'Arica, de Parinacota et de Tarapacá. Le maire d'Arica, Salvador Urrutia, quant à lui, déplore l'effondrement de nombreuses maisons. Plus de 900 000 personnes auraient été évacuées. Trente vols de la compagnie LAN Airlines en direction du Chili ont été annulés, et 108 soldats de la Force aérienne chilienne ont été dépêchés sur place afin de sécuriser le périmètre.
Au matin du 2 avril, la vigilance est maintenue sur Arica, Pisagua, Iquique, Patache, Tocopilla, Mejillones, Dichato, Tomé, Lirquén, Isla Quiriquina, Talcahuano, San Vicente, San Pedro de La Paz et l'île de Pâques. Selon les rapports, 80% des navires auraient été endommagés par le tsunami. Quelques heures plus tard, l'aéroport d'Antofagasta, d'Arica et d'Iquique sont de nouveau en activité, idem pour les routes de la région d'Antofagasta. Sky Airline met également en place un numéro concernant les réservations des billets avant l'annulation des vols. À Iquique, plus de 300 prisonnières se sont échappées à la suite de l'effondrement de leur prison. Plus tard, la présidente Michelle Bachelet se rend sur place à Iquique et rencontre les autorités régionales dans la municipalité de Tarapacá afin de constater les dégâts causés par le séisme et le tsunami. La Ministre des sports chilienne, Natalia Riffo, suspend les préparatifs du Rallye Dakar de 2015. Elle se rend par la suite à Arica, dans la nuit du 2 avril, dans laquelle l'électricité est rétablie dans 95 % des foyers. De plus, deux petites filles de nationalité argentine ont été portées disparues.

### Pérou
Le chef de la sécurité civile d'Arequipa, Miguel Alayza, ordonne l'évacuation des côtes. La région de Moquegua a également été évacuée. Entretemps, des alertes sont émises dans la région de Tacna. Au sud du pays, quelques coupures d'électricité et de réseaux ont été signalées. Les autorités policières informent la fermeture temporaire des frontières avec le Chili à la suite de l'évasion de prisonnières à Iquique

### Bolivie
D'après témoignage, le séisme aurait été ressenti dans les villes de La Paz (où des dizaines de personnes sont descendues dans les rues après le séisme), Cochabamba et Oruro,.

### Équateur
Le Secretaría Nacional de Gestión de Riesgos (SNGR) annonce l'alerte rouge pour les côtes équatoriennes et la nécessité d'évacuer les zones à risque. Le président Rafael Correa, confirme l'alerte au tsunami. L'Instituto Oceanográfico de la Armada passe de l'alerte rouge (d'évacuation) à l'alerte jaune (de précaution).

## Répliques
La première réplique est enregistrée à 20 h 57 (UTC-3), d'une magnitude de 5,6 degrés, avec un épicentre se situant à 103 kilomètres à l'ouest d'Iquique, et à 36,6 kilomètres de profondeur. Une centaine d'autres séismes mesurés entre 3,9 et 5,7 sur l'Échelle de Richter ont été enregistrées à l'ouest d'Iquique, de Cuya, d'Alto Hospicio et de Pisagua, entre les 1er et 2 avril 2014.
Dans la nuit du 2 avril 2014, à 23 h 43 min 15 s heure locale (UTC-3), le Centro Sismológico Nacional rapporte un nouveau séisme dont l'épicentre se situe à 45 km au sud-ouest d'Iquique, d'une magnitude de 7,6 degrés. Il s'agit pour le moment de la plus forte réplique enregistrée, menant à une évacuation préventive des côtes chiliennes et péruviennes considérée comme « exagérée » par les experts.
| Jour      | Heure locale     | Coordonnées                  | Profondeur | ML  | Réf.   |
| --------- | ---------------- | ---------------------------- | ---------- | --- | ------ |
| 1er avril | 20 h 57 min 58 s | 19° 54′ 58″ S, 71° 04′ 52″ O | 36,6 km    | 5,6 | [ 39 ] |
| 1er avril | 20 h 58 min 0 s  | 19° 25′ 30″ S, 0° 15′ 50″ O  | 18,1 km    | 6,2 | [ 40 ] |
| 1er avril | 21 h 3 min 13 s  | 19° 50′ 24″ S, 70° 55′ 01″ O | 29 km      | 5,4 | [ 41 ] |
| 1er avril | 21 h 21 min 3 s  | 19° 47′ 17″ S, 71° 06′ 47″ O | 45,1 km    | 5,2 | [ 42 ] |
| 1er avril | 21 h 33 min 47 s | 20° 11′ 47″ S, 70° 46′ 01″ O | 33,2 km    | 5,2 | [ 43 ] |
| 1er avril | 21 h 37 min 50 s | 20° 01′ 52″ S, 70° 29′ 38″ O | 42,8 km    | 5,0 | [ 44 ] |
| 1er avril | 22 h 21 min 0 s  | 19° 38′ 31″ S, 70° 57′ 11″ O | 42,7 km    | 5,3 | [ 45 ] |
| 1er avril | 22 h 29 min 43 s | 20° 04′ 34″ S, 70° 57′ 40″ O | 25,2 km    | 5,0 | [ 46 ] |
| 2 avril   | 0 h 40 min 15 s  | 19° 57′ 58″ S, 71° 06′ 58″ O | 33,3 km    | 5,0 | [ 47 ] |
| 2 avril   | 1 h 19 min 47 s  | 19° 53′ 24″ S, 71° 06′ 43″ O | 39 km      | 5,1 | [ 48 ] |
| 2 avril   | 1 h 46 min 20 s  | 20° 08′ 02″ S, 70° 47′ 31″ O | 38,6 km    | 5,7 | [ 49 ] |
| 2 avril   | 2 h 2 min 52 s   | 19° 45′ 43″ S, 71° 03′ 58″ O | 38,3 km    | 5,1 | [ 50 ] |
| 2 avril   | 8 h 7 min 31 s   | 19° 59′ 35″ S, 71° 01′ 26″ O | 39,4 km    | 5,2 | [ 51 ] |
| 2 avril   | 16 h 45 min 51 s | 20° 25′ 41″ S, 70° 32′ 35″ O | 30 km      | 5,0 | [ 52 ] |
| 2 avril   | 21 h 1 min 19 s  | 19° 45′ 00″ S, 70° 58′ 01″ O | 37,4 km    | 5,1 | [ 53 ] |
| 2 avril   | 22 h 58 min 31 s | 20° 31′ 04″ S, 70° 58′ 03″ O | 30,7 km    | 6,3 | [ 54 ] |
| 2 avril   | 23 h 43 min 15 s | 20° 51′ 07″ S, 70° 43′ 09″ O | 27,7 km    | 7,6 | [ 36 ] |
| 2 avril   | 23 h 56 min 7 s  | 20° 43′ 59″ S, 70° 33′ 32″ O | 27,7 km    | 5,4 | [ 55 ] |
| 3 avril   | 0 h 11 min 18 s  | 20° 36′ 04″ S, 70° 30′ 40″ O | 40,6 km    | 5,1 | [ 56 ] |
| 3 avril   | 0 h 45 min 54 s  | 19° 58′ 34″ S, 70° 53′ 13″ O | 30,6 km    | 5,0 | [ 57 ] |
| 3 avril   | 1 h 17 min 58 s  | 20° 35′ 02″ S, 70° 40′ 08″ O | 26,8 km    | 5,2 | [ 58 ] |
| 3 avril   | 1 h 53 min 40 s  | 20° 41′ 49″ S, 70° 34′ 48″ O | 31,8 km    | 5,0 | [ 59 ] |
| 3 avril   | 2 h 26 min 14 s  | 20° 47′ 53″ S, 70° 39′ 04″ O | 38,0 km    | 6,3 | [ 60 ] |
| 3 avril   | 2 h 51 min 44 s  | 20° 45′ 22″ S, 70° 25′ 30″ O | 36,1 km    | 5,5 | [ 61 ] |
| 3 avril   | 3 h 16 min 0 s   | 19° 00′ 36″ S, 69° 28′ 48″ O | 98 km      | 5,1 | [ 62 ] |
| 3 avril   | 6 h 23 min 22 s  | 20° 35′ 42″ S, 70° 42′ 29″ O | 28,5 km    | 5,2 | [ 63 ] |
| 3 avril   | 20 h 37 min 51 s | 20° 10′ 41″ S, 70° 37′ 37″ O | 41,1 km    | 5,1 | [ 64 ] |
| 3 avril   | 22 h 37 min 51 s | 20° 36′ 58″ S, 70° 33′ 58″ O | 40,2 km    | 6,1 | [ 65 ] |
| 4 avril   | 6 h 38 min 56 s  | 20° 02′ 42″ S, 71° 00′ 47″ O | 45,2 km    | 5,2 | [ 66 ] |

## Réactions internationales
- Argentine : la présidente argentine, Cristina Fernández de Kirchner, exprime sa solidarité envers le peuple chilien et envoie l'aide nécessaire afin de lutter contre cette catastrophe. Elle précise que son pays fournira de l'électricité au nord du Chili pour les foyers en difficulté[67].

- Brésil : la présidente brésilienne, Dilma Rousseff, exprime son soutien via Twitter[68].

- Bolivie : le président Evo Morales adresse une lettre à la présidente Bachelet exprimant son soutien au pays[69].

- Équateur : le chancelier équatorien, Ricardo Patiño, exprime la solidarité de l'Équateur face à cette catastrophe et propose toute l'aide nécessaire[70].

- Espagne : le premier ministre espagnol, Mariano Rajoy, exprime sa solidarité envers les victimes et propose également toute l'aide nécessaire au peuple chilien[67].

- États-Unis : un porte-parole de la Maison-Blanche déclare que les États-Unis « se tiennent prêt à aider. » Joe Biden exprime en ces termes : « Nous soutenons le peuple chilien et présentons nos condoléances à toutes ses familles ayant perdu des êtres chers »[71].

- Paraguay : le gouvernement du Paraguay exprime sa solidarité au peuple chilien[69].

- Pérou : le président Ollanta Humala, exprime ses condoléances et sa solidarité au peuple chilien à la suite du séisme, et offre un soutien matériel nécessaire, à condition que les ministres d'État effectuent une évaluation des dégâts dans les régions de Tacna, Arequipa et Moquegua[72].

- Vénézuéla : le président vénézuélien, Nicolás Maduro, envoie ses sincères condoléances à la présidente chilienne[68].